# Orthotomicus erosus
Orthotomicus erosus là một loài côn trùng trong họ Curculionidae. Loài này được Wollaston miêu tả khoa học đầu tiên năm 1857.
Đây là loài gây hại của cây Pinus brutia, phát triển phổ biến ở Síp.